# Liberty, Missouri
Liberty là một thành phố thuộc quận Clay trong tiểu bang Missouri, Hoa Kỳ. Đây là quận lỵ quận Clay.6 Thành phố có diện tích km2, dân số theo điều tra năm 2000 của Cục điều tra dân số Hoa Kỳ là người. Dân số năm 2007 là 29.993 người
Thành phố có Cao đẳng William Jewell.